# ماري جو بانغ
ماري جو بانغ (بالإنجليزية: Mary Jo Bang)‏ هي عالمة اجتماع وكاتِبة وشاعرة أمريكية، ولدت في 22 أكتوبر 1946 في وينسفيل في الولايات المتحدة.